# Snøhetta (empresa)
Snøhetta (no ) é um escritório norueguês/americano de arquitetura, arquitetura paisagística, design de interiores e design de marca com sede em Oslo (Noruega) e escritórios em Nova York (EUA), São Francisco (EUA) e Innsbruck (Áustria) com sede em Oslo, Noruega.

## Fundo
A empresa foi formada em 1987 pelo norueguês Kjetil Thorsen e um grupo de jovens arquitetos. Chamaram de Snøhetta, em homenagem à montanha mais alta do Parque Nacional Dovrefjell . Em 1989, uniram forças com o arquiteto nova-iorquino, Craig Dykers, para entrar na competição para projetar um novo design em substituição para a Biblioteca de Alexandria (o projeto vencedor para Bibliotheca Alexandrina só foi concluído 2001).A Wikimedia Foundation – responsável pela plataforma aberta e gratuita – fechou uma parceria com o escritório de arquitetura Snøhetta para o desenvolvimento da nova identidade visual para a enciclopédia on-line gratuita mais visitada do mundo.

## Obras notáveis

Ópera de Oslo
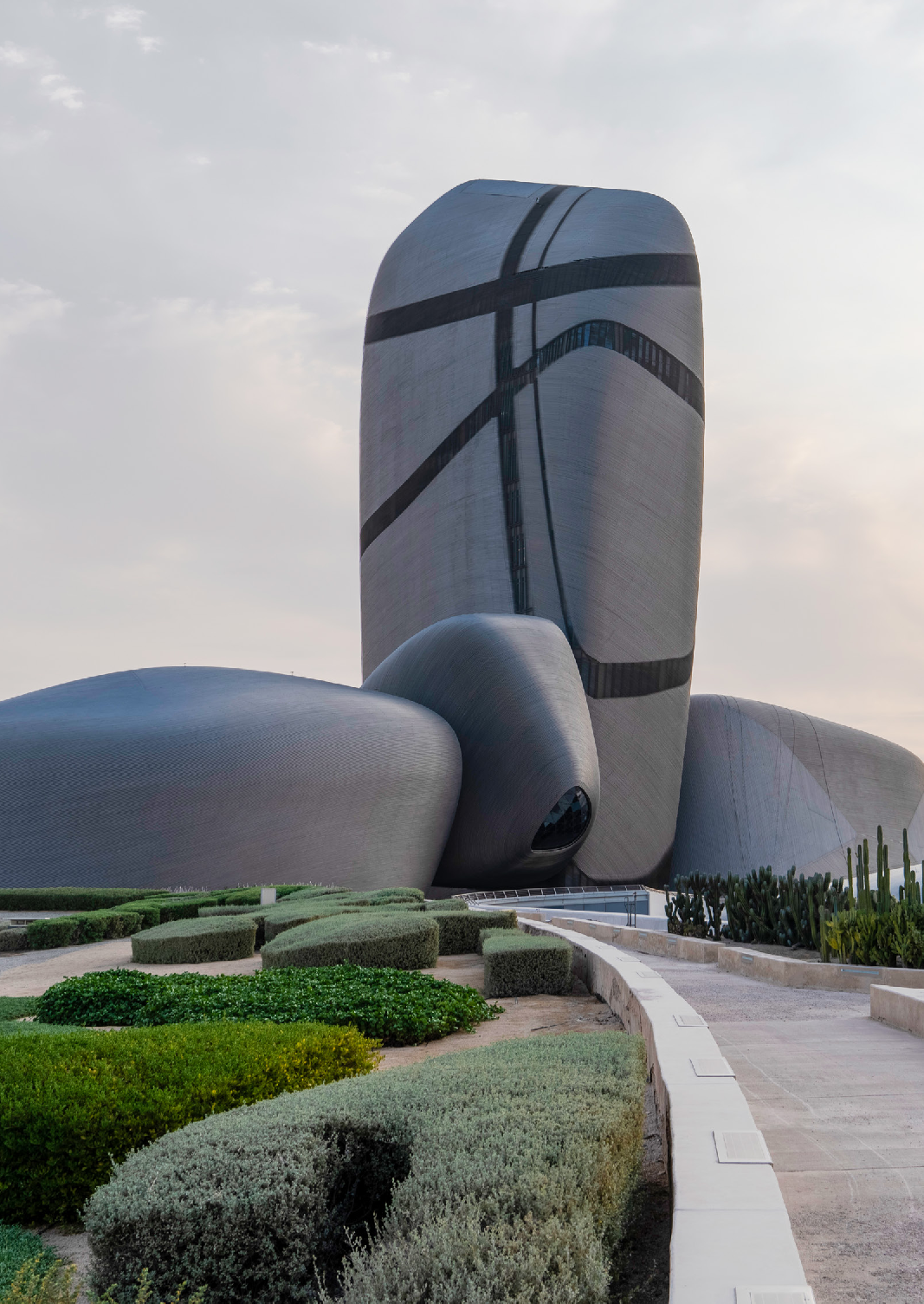
Centro Ithra
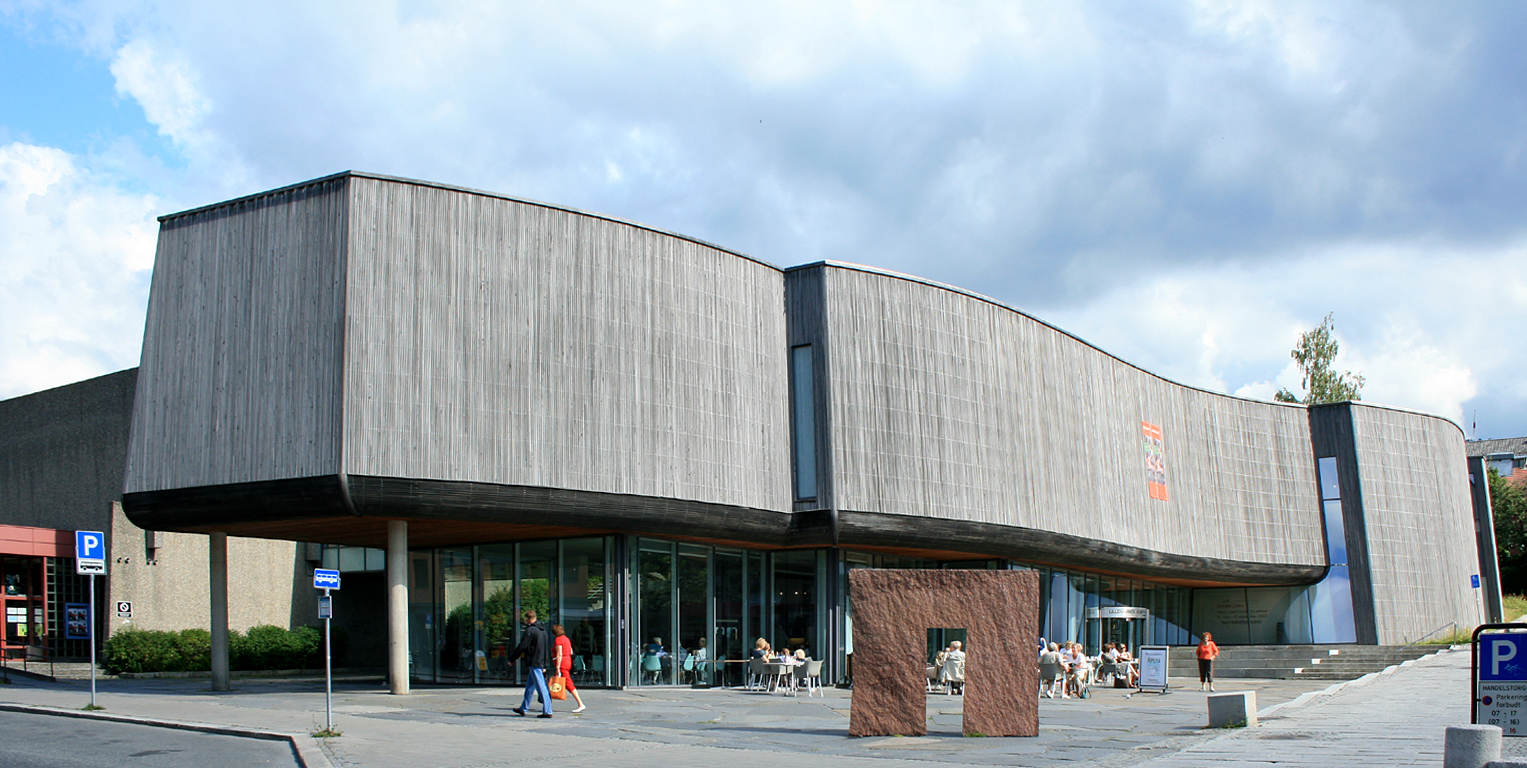
Museu de Arte de Lillehammer
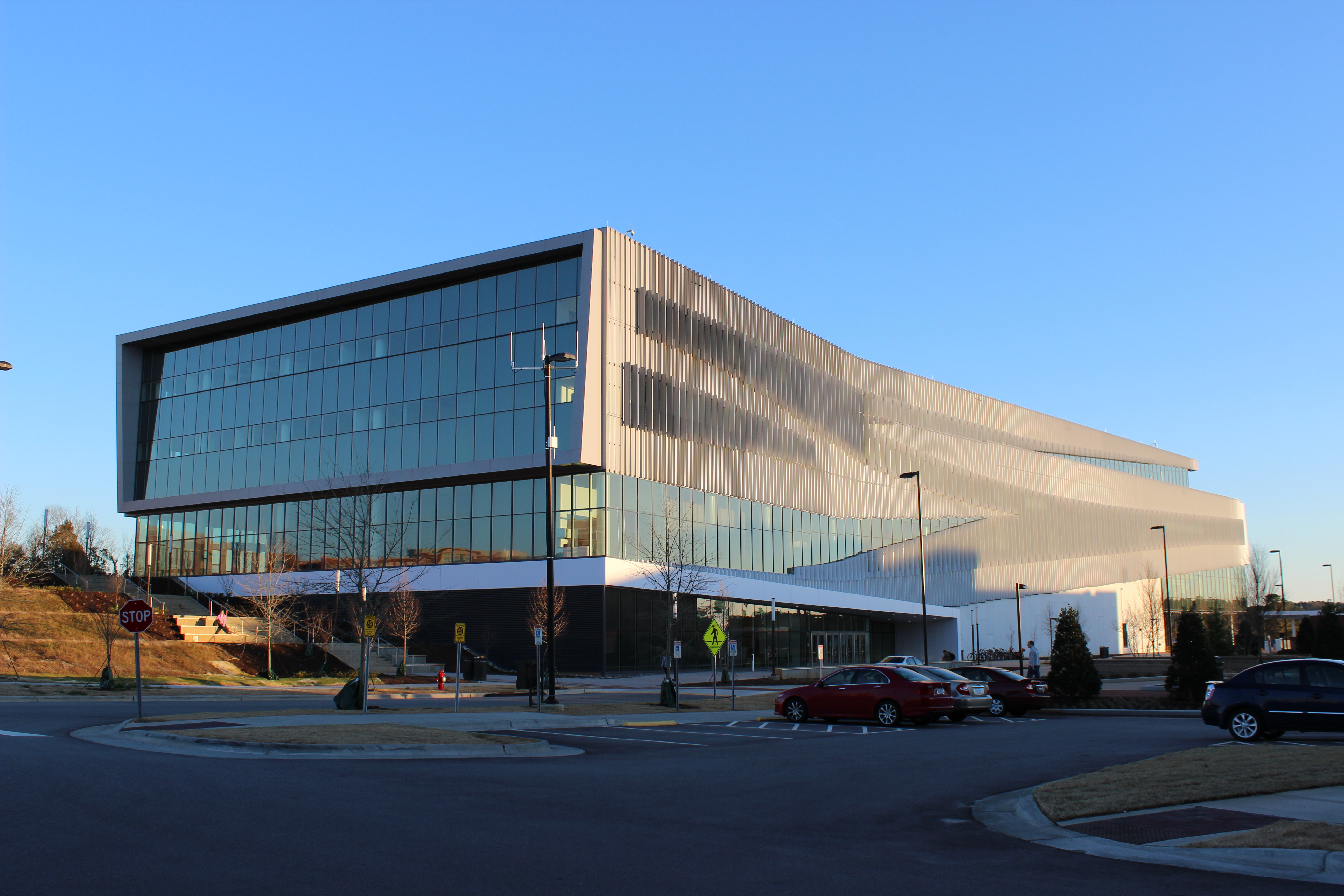
Biblioteca James B. Hunt Jr., Universidade Estadual da Carolina do Norte
Sede do Grupo Le Monde, Paris
Estação de metrô Qasr Al Hokm, Riad

- Biblioteca Alexandrina, Alexandria, Egito (2002) [3]
- Wolfe Center for the Arts na Bowling Green State University em Bowling Green, Ohio (2012) [4]
- Museu Nacional do 11 de Setembro, Nova Iorque (2014) [5]
- Centro de Aprendizagem Estudantil da Universidade Metropolitana de Toronto em Toronto (2015) [6]
- Centro Rei Abdulaziz para a Cultura Mundial (Ithra), Dhahran (2016) [7]
- Expansão do Museu de Arte Moderna de São Francisco (2016) [8]
- Centro Internacional de Arte Rupestre Lascaux IV em Montignac, França (2016) [9][10]
- Redesenho e renovação da Times Square, Nova Iorque (2017) [2][11]
- Biblioteca Central de Calgary, Alberta, Canadá (2018) [12]
- Under, restaurante subaquático em Lindesnes, Noruega (2019) [13]
- Museu de Arte de Blanton (2023) [14]
- Museu de Arte Joslyn, Omaha, Nebraska (2024) [15]
- Museu do Sexo, Miami, Flórida (2024) [16]
- Estação de metrô Qasr Al Hokm, Riade, Arábia Saudita (2024) [17]
- Biblioteca Presidencial Theodore Roosevelt, perto de Medora, Dakota do Norte, EUA (data de conclusão prevista para 2026) [18]